# Trumpf
Trumpf Group er en tysk producent af industrielt maskinværktøj. Den familieejede virksomhed har hovedkvarter i Ditzingen ved Stuttgart. De har 70 datterselskaber og produktion i 11 lande.
Deres virksomhed er opdelt i divisionerne maskinværktøj og laserteknologi.
Trumpf maskiner benyttes til metalbøjning, standsning, laserskæring og svejsning.
I 1923 overtog Christian Trumpf og to partnere Julius Geiger GmbH - en maskinforretning i Stuttgart.